# Maud Berglund
Maud Berglund, född 9 mars 1934 i Stockholm, död 1 juni 2000 i Stockholm, var en svensk simmare som deltog i det svenska lag på 4x100 meter frisim, som tog en sjätteplacering vid olympiska spelen 1952 i Helsingfors. Hon blev tvåfaldig svensk mästare för SK Neptun på 4x100 meter frisim 1952 och 1953 och fyrfaldig svensk mästare på 4x100 meter medley 1949-1951 och 1953, där hon simmade frisimsdistansen.
Vid olympiska spelen i Helsingfors simmade Maud Berglund lagkappen på 4x100 meter fritt tillsammans med Anita Andersson, Marianne Lundquist och Ingegärd Fredin. Hon deltog även individuellt i dessa spel på distansen 100 meter frisim och blev utslagen i försöken med tiden 1.09,8 minuter. 
I SK Neptuns medleylag simmade Maud Berglund tillsammans med Ulla-Britt Eklund, Ruth Wester och Marianne Lundquist. 1953 blev Maud Berglund även inofficiell svensk mästare på 4x50 meter frisim tillsammans med Ulla-Britt Eklund, Ingegerd Lindfeldt och Marianne Lundquist.